# (29447) Jerzyneyman
(29447) Jerzyneyman est un astéroïde de la ceinture principale.

## Description
(29447) Jerzyneyman est un astéroïde de la ceinture principale. Il fut découvert le 12 août 1997 à Prescott (Arizona) par Paul G. Comba. Il présente une orbite caractérisée par un demi-grand axe de 2,42 UA, une excentricité de 0,07 et une inclinaison de 7,1° par rapport à l'écliptique.

## Compléments